# Christoph Schuler (Regisseur)

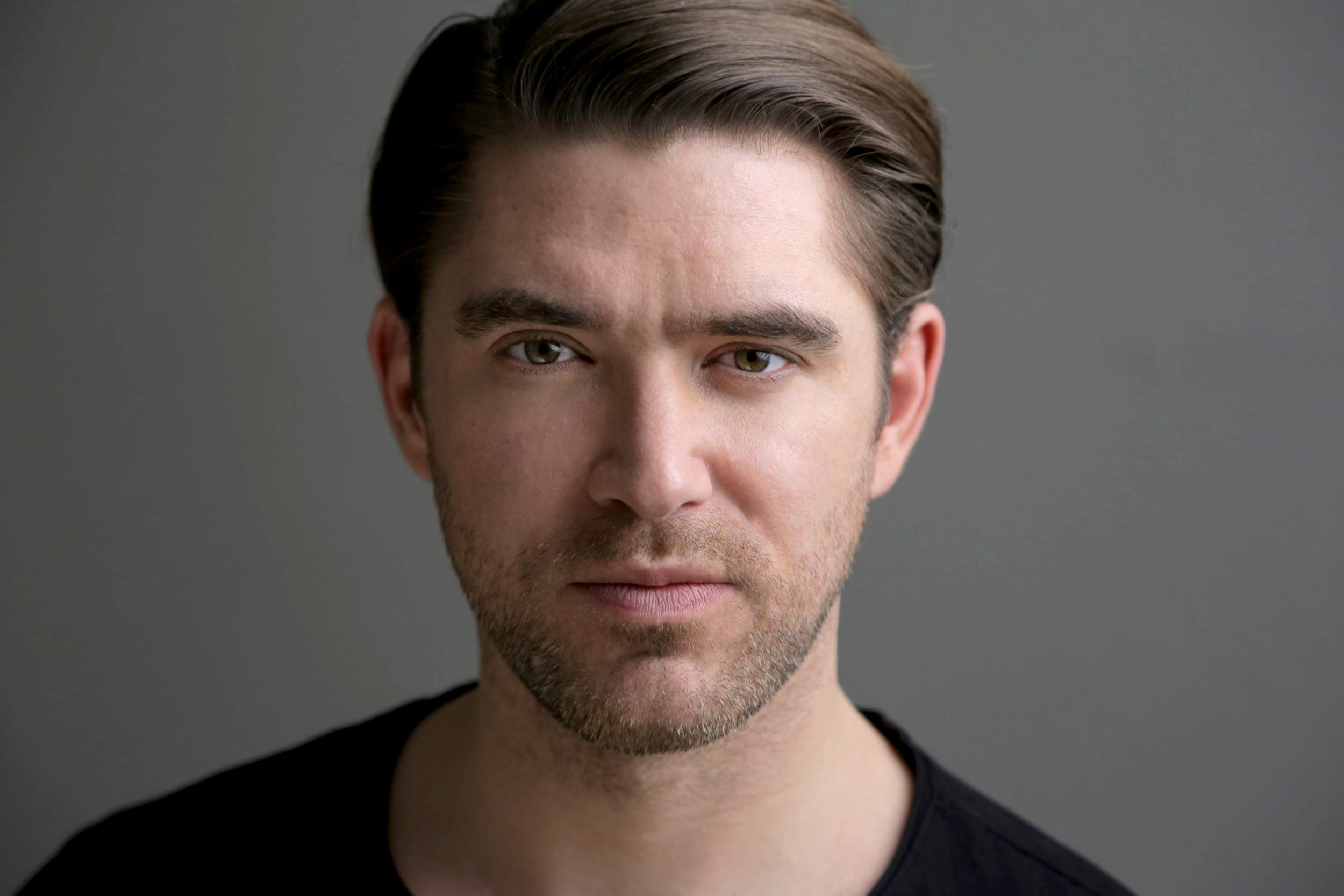
Christoph Schuler

Christoph Schuler (* 1980 in Emskirchen) ist ein deutscher Film- und Werberegisseur sowie Filmproduzent.

## Leben

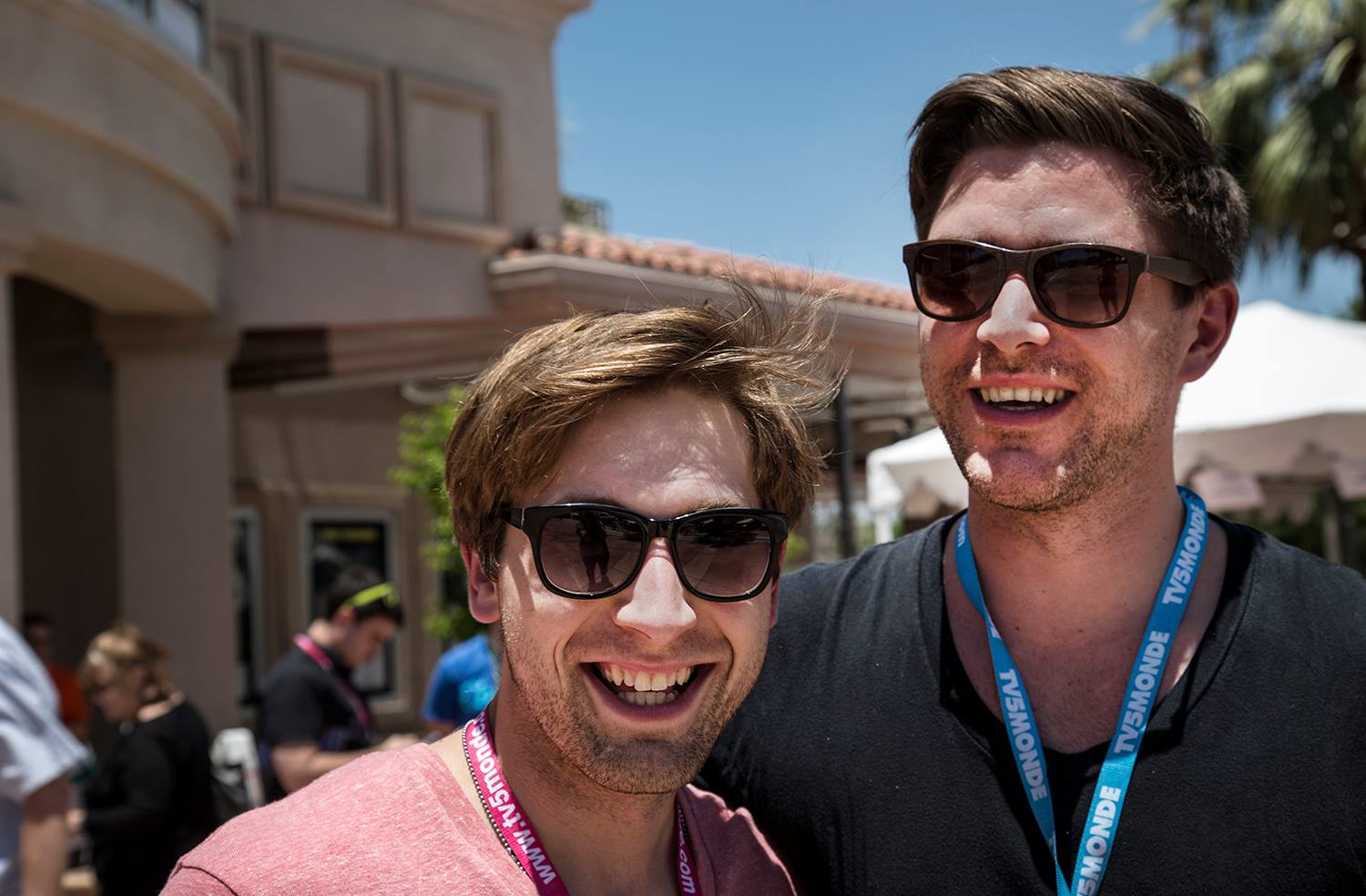
Christoph Schuler (rechts) und Luke Schuetzle während des Festivals in Palm Springs

Christoph Schuler wuchs in der Nähe von Nürnberg auf. 2003 begann er sein Mediendesignstudium mit den Schwerpunkten Film, Fotografie und VFX Animation an der Technischen Hochschule Nürnberg Georg-Simon-Ohm, wo er mit ersten Musikvideos und Werbefilmen auf sich aufmerksam machte. Nach seinem Abschluss an der TH Nürnberg begann er 2008 sein Studium der Spielfilmregie an der Hochschule für Fernsehen und Film München.
2012 begann er zudem ein Aufbaustudium im Bereich Werbung unter Christian Köster. Mit seinen Kurzfilmen und Werbungen nahm er international und national an zahlreichen Festivals teil wie dem den Hofer Filmtagen, Max Ophüls Preis, Palm Springs International Festival of Shorts und Hamptons International Film Festival.
2014 war er mit seinem Spot Give Love a Chance beim First Steps Award in der Kategorie Bester Werbefilm nominiert und erhielt den Spotligh Award (Audience / Silber).
Gemeinsam mit Lucia Scharbatke leitet er die Filmproduktion Nektar und Kometen.
Christoph Schuler lebt in Berlin und München.

## Filmografie (Auswahl)
- 2012: Gefallen (Kurzfilm, Buch & Regie)
- 2014: Give Love a Chance (Werbefilm, Regie & Buch)
- 2014: First Date (Kurzfilm, Regie & Buch)

## Auszeichnungen
- Best Student Film HAMPTONS INTERNATIONAL FILM FESTIVAL 2012 für Gefallen
- Publikumspreis Landshuter Kurzfilmfestival 2012 für Gefallen
- Jury Award Stony Brook 2014 für Gefallen
- Audience Award (Silber) beim Spotlight-Festival 2014 für Give Love a Chance
- Bester Spot kurz&schön 2014 für Give Love a Chance